# ایوانوفکا (آستراخان)
ایوانوفکا (به لاتین: Ivanovka) یک منطقهٔ مسکونی در روسیه است که در استان آستراخان واقع شده‌است.